# 铁力木
铁力木（学名：[Mesua ferrea] 错误：{{Lang}}：文本有斜体标记（帮助））为胡桐科铁力木属下的一个种。

## 用途
中式帆船中的廣船以鐵力木所造，這使廣船非常堅固並耐蟲蛀。鐵軌上的枕木與重型結構木材亦使用鐵力木。

## 外部連結
- 鐵力木咕噸酮B Mesuaxanthone B （页面存档备份，存于） 中草藥化學圖像數據庫 (香港浸會大學中醫藥學院) （中文）（英文）